# Ina, Benin
Ina är en ort i Benin.   Den ligger i departementet Borgou, i den centrala delen av landet, 400 km norr om huvudstaden Porto-Novo. Ina ligger 363 meter över havet och antalet invånare är 16 558.
Terrängen runt Ina är platt, och sluttar västerut. Det finns inga andra samhällen i närheten. 
Omgivningarna runt Ina är en mosaik av jordbruksmark och naturlig växtlighet. Runt Ina är det ganska glesbefolkat, med 23 invånare per kvadratkilometer.